# 坂野町
坂野町（さかのちょう）は、かつて徳島県那賀郡にあった町。現在の坂野町・和田島町・和田津開町・豊浦町・大林町・間新田町および赤石町の一部にあたる。

## 沿革
- 1889年（明治22年）10月1日 - 町村制施行に伴い、坂野・和田島・和田津新田・間新田・豊浦浜・常盤新田・大林の7ヶ村が合併して那賀郡坂野村が成立[1]。大字坂野村・和田島村・和田津新田村・間新田村・豊浦浜村・常盤新田村・大林村を設置。
- 1915年（大正4年）1月1日 - 各大字を以下の通り改称[2]。
  - 大字坂野村：大字坂野
  - 大字和田島村：大字和田島
  - 大字和田津新田村：大字和田津開
  - 大字間新田村：大字間新田
  - 大字豊浦浜村：大字赤石
  - 大字常盤新田村：大字常盤
  - 大字大林村：大字大林
- 1940年（昭和15年）4月1日 - 坂野村が町制施行し坂野町となる[3][4]。
- 1956年（昭和31年）9月30日 - 坂野町が廃止され、その区域が小松島市に編入される[5]。

## 行政

### 役場庁舎
大字坂野字根上り6番地の6に町役場を置いていた。